# ソブリン・マースク
ソブリン・マースク（Sovereign Maersk）は、マースク・ラインが所有・運航しているコンテナ船。
Sクラス（ソブリン・マースク級）の1番船としてデンマークのオーデンセ造船所で建造された。
Kクラス（レジナ・マースク級）の全長を延ばした拡大型で、1997年の竣工時は世界最大のコンテナ船であった。
本型は機関出力を増大させる等の改良を加えられながら2002年までに19隻が建造され、マースク・ラインの主力コンテナ船となった。